# Signora di Brassempouy

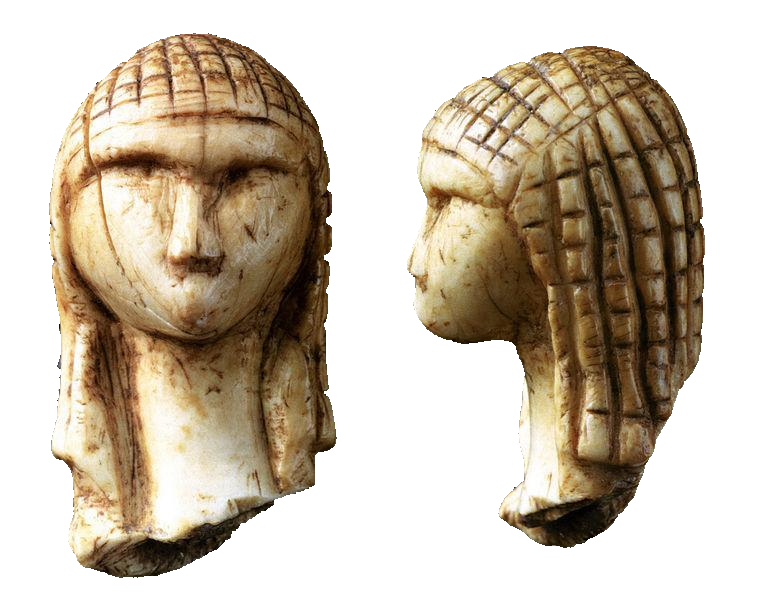
Signora di Brassempouy

La Signora di Brassempouy (in francese La dame à la capuche, letteralmente "La signora col cappuccio") è un frammento di una statuetta in avorio risalente al paleolitico superiore scoperto vicino a Brassempouy, Francia nel 1894. Con un'età stimata di 25 000 anni è la più antica rappresentazione realistica di un volto umano mai trovata.

## Scoperta
Brassempouy è un piccolo villaggio della Chalosse, una piccola regione nel dipartimento delle Landes, nella Francia sud-occidentale. Vicino al villaggio si trovano due grotte, distanti 100 metri l'una dall'altra, le quali sono state i primi siti paleolitici esplorati in Francia; sono note come Galerie des Hyènes, così chiamata per la presenza al suo interno di numerosi resti di iena delle caverne, e la Grotte du Pape, dal nome di una vicina fattoria, in cui fu scoperta la testa scolpita insieme ad altre 8 figure umane, queste ultime considerate lavori incompleti.
La Grotte du Pape fu inizialmente esplorata da Pierre-Eudoxe Dubalen nel 1881 e successivamente da J. de Laporterie e Édouard Piette dal 1894 in poi. Dal momento che le tecniche di scavo archeologico in quegli anni erano allo stato embrionale, non si fece molta attenzione alla stratigrafia del sito contenente i resti, che fu poi devastato da un campo base predisposto dai dilettanti dell'Association française pour l'avancement de la science nel 1892. Tuttavia, Piette descrisse una stratigrafia appartenente al tardo e medio Solutreano; egli definì l'ultimo livello da lui raggiunto con il termine éburnéen in riferimento alla copiosa quantità di avorio in esso contenuto. Moderni studi del sito sono stati eseguiti sotto la direzione dello studioso di preistoria francese Henri Delporte, tra il 1981 e il 2000.
Nel 1894, durante gli scavi di Édouard Piette, uno di questi strati, oggi riconosciuto come Gravettiano, ha restituito diversi frammenti di statuette femminili, tra cui la Signora di Brassempouy. Piette vedendo che le figure erano strettamente correlate con le rappresentazioni di animali del Magdaleniano, redasse una ipotetica cronologia che fu poi respinta da Henri Breuil.

## Descrizione
La piccola testa è scolpita in avorio di mammut; secondo l'archeologo Paul Bahn non è possibile attribuire un sesso alla figura, ma essa è comunemente chiamata "signora" oppure "donna". È alta 3,65 cm, profonda 2,2 cm e larga 1,9.  Il suo viso è triangolare, e sembra tranquilla. Mentre fronte, naso e sopracciglia sono scolpite in rilievo, la bocca è assente. Una fessura verticale sul lato destro del volto è legata alla struttura interna dell'avorio. Sulla testa si vede una serie di incisioni a scacchiera formata da due serie di solchi superficiali ad angolo retto gli uni tra gli altri, che è stata interpretata come una parrucca, un cappuccio, o semplicemente una rappresentazione dei capelli.
L'antropologo americano Randall White, nel suo testo The women of Brassempouy: A century of research and interpretation pubblicato nel 2006 sul Journal of Archaeological Method and Theory osserva che "Le figurine emersero dal suolo in un contesto sociopolitico e intellettuale coloniale e quasi ossessionato dalle questioni di razza". White ha notato che anche se lo stile utilizzato è essenzialmente realistico, le proporzioni della testa non corrispondono a nessuna popolazione umana attuale o passata. Dalla metà del XX secolo le interpretazioni sono passate dalla questione razziale a quelle di femminilità e fertilità.

## Datazione
La Signora di Brassempouy appartiene alla cultura materiale del Paleolitico superiore, il Gravettiano o, più precisamente al medio gravettiano e quindi a un intervallo di tempo tra 28.000 e 22.000 anni fa. È più o meno contemporanea con le altre figure di donna scolpite nella preistoria come per esempio quelle di Lespugue, Dolní Věstonice e Willendorf, tuttavia, si distingue tra le altre per l'elevato realismo della rappresentazione.

## Esposizione
La Signora di Brassempouy è conservata presso il Musée d'Archéologie Nationale di Saint-Germain-en-Laye, vicino a Parigi. Poiché l'avorio è molto sensibile ai fattori esterni quali la temperatura, l'umidità e la luce, il reperto non fa parte della mostra permanente del museo. Invece di tanto in tanto fa parte di mostre temporanee.
A Brassempouy, invece, sono conservati una varietà di oggetti scavati nella Grotte du Pape e sono in esposizione presso la Maison de la Dame. Questo spazio espositivo, dedicato principalmente alla archeologia della regione, contiene anche una bella serie di calchi di sculture paleolitiche, tra cui i nove esemplari provenienti da Brassempouy, ma anche le ben note veneri da Lespugue, Willendorf e Dolní Věstonice, così come la Venere di Mal'ta, e la Venere di Grimaldi.

## Francobolli
Nel 1976 la Signora di Brassempouy è stata raffigurata su un francobollo da 2,00 franchi. Anche la Repubblica del Mali le ha dedicato un francobollo da 15 franchi CFA.